# Małgorzata Gebel
Małgorzata Gebel (* 30. November 1955 in Katowice) ist eine polnische Schauspielerin.

## Leben
Ihre internationale Karriere begann in der Rolle der Frau Rubin an der Seite von Armin Mueller-Stahl in Agnieszka Hollands Bittere Ernte (1985). Margarethe von Trotta besetzt sie für ihren Rosa Luxemburg-Film, Rudolf Thome für die Hauptrolle der Tina in Das Mikroskop (1988). In Leo Penns Ein Richter für Berlin spielt Małgosia Gebel die widersprüchliche Zeugin in einem Ost-West-Flucht-Prozess neben Jutta Speidel, Heinz Hoenig, Martin Sheen und Sean Penn. Weitere deutsche Produktionen (u. a. Nico Hofmanns Land der Väter, Land der Söhne, Oliver Hirschbiegels Mörderische Entscheidung und Christian Wagners Transatlantis) folgen. Ihren Durchbruch hat Małgorzata Gebel mit der Rolle der Victoria Klonowska in Steven Spielbergs Schindlers Liste (1993). Danach setzte sie ihre Karriere in Großbritannien (Bruce MacDonalds A Sense of Guilt) und den USA (als Dr. ‘Bob’ Romansky in Emergency Room – Die Notaufnahme) fort und arbeitet seit Mitte der 1990er Jahre als Journalistin in Hollywood.

## Filmografie
- 1980: Przed maturą (Fernsehfilm)
- 1985: Bittere Ernte
- 1986: Rosa Luxemburg
- 1988: Ein Richter für Berlin (Judgment in Berlin)
- 1988: Das Mikroskop
- 1988: Land der Väter, Land der Söhne
- 1990: A Sense of Guilt (Fernsehserie, 6 Folgen)
- 1991: Mörderische Entscheidung (Fernsehfilm)
- 1993: Schindlers Liste (Schindler’s List)
- 1994–1995: Emergency Room – Die Notaufnahme (ER, Fernsehserie, 8 Folgen)
- 1995: Transatlantis
- 2002: Einmal Star in Hollywood (TV-Dokumentation) – auch Drehbuch und Regie